# Попелюх американський
Попелюх американський (Aythya americana) — середнього розміру північноамериканський водоплавний птах родини качкових. Належить до мисливських птахів.

## Таксономія
Цей північномериканський попелюх близько споріднений з євразійсько-африканським попелюхом, а також з деякими іншими чернями.

## Морфологічні ознаки
Качка середнього розміру — маса тіла 1179 г, довжина тіла 35 см, розмах крил 84 см. Попелюх американський – ниркова качка, пристосована до пошуку поживи під водою. Ноги відсунуті назад стосовно центру ваги, тому на суші вона почувається невпевнено. Перетинки на лапах великі, дзьоб розширений, а на крилах нема дзеркалець.
Качур протягом шлюбного періоду має яскраву червоно-коричневу голову й шию. В дорослих самців голова і шия яскраво-каштанового кольору, груди чорні, боки і спина світлосірі. Дзьоб попелястий з чорним закінченням, відділеним світлішою смужкою. В позашлюбний час голова не така яскрава, коричневого кольору.
Самиця має делікатне бурувате забарвлення з темнішою головою й шиєю та білуватим низом. Дзьоб такий як у самця – сірий з темним кінцем, обрамленим світлішою смужкою. Самиця зберігає однаковий колір круглорічно .

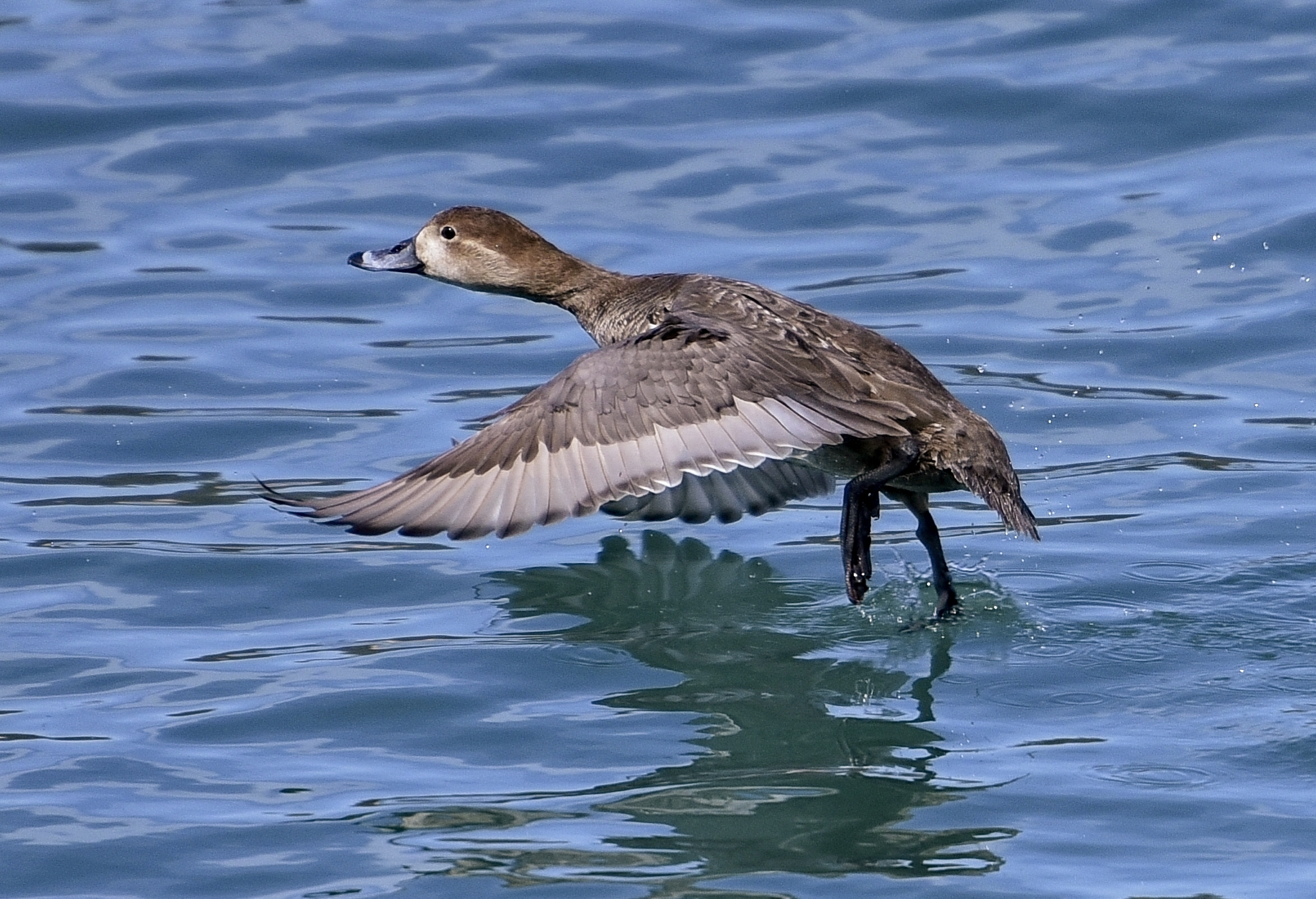
Самиця попелюха американського в польоті над водою

## Поширення, екологія  і чисельність
Попелюх американський займає постійні та напів-постійні водойми у період розмноження, і належить до найпоширеніших у Північній Америці ниркових качок. Їхня популяція оцінюється приблизно в 1,4 млн особин, що становить близько 2% від усіх качиних Північної Америки.  За оцінкою кількості впольованих качок частка попелюха американського становить близько 1%.

## Розмноження
Попелюх американський збирається великими зграями на озерах і ставках групами до 25 осіб, серед яких внаслідок складної процедури залицяння формуються пари на один рік. Гнізда будують з гілок, очерету та іншої водної рослинності. У гніздовий період не захищають території  від інших птахів. Це також пов’язане з можливість гніздового паразитизму. Самиці, частіше молоді і менш досвідчені, підкладають свої яйця в гнізда черні канадської (Aythya collaris), попелюха довгодзьобого (Aythya valisineria), черні американської (Aythya affinis), черні морської (Aythya marila).

## Живлення

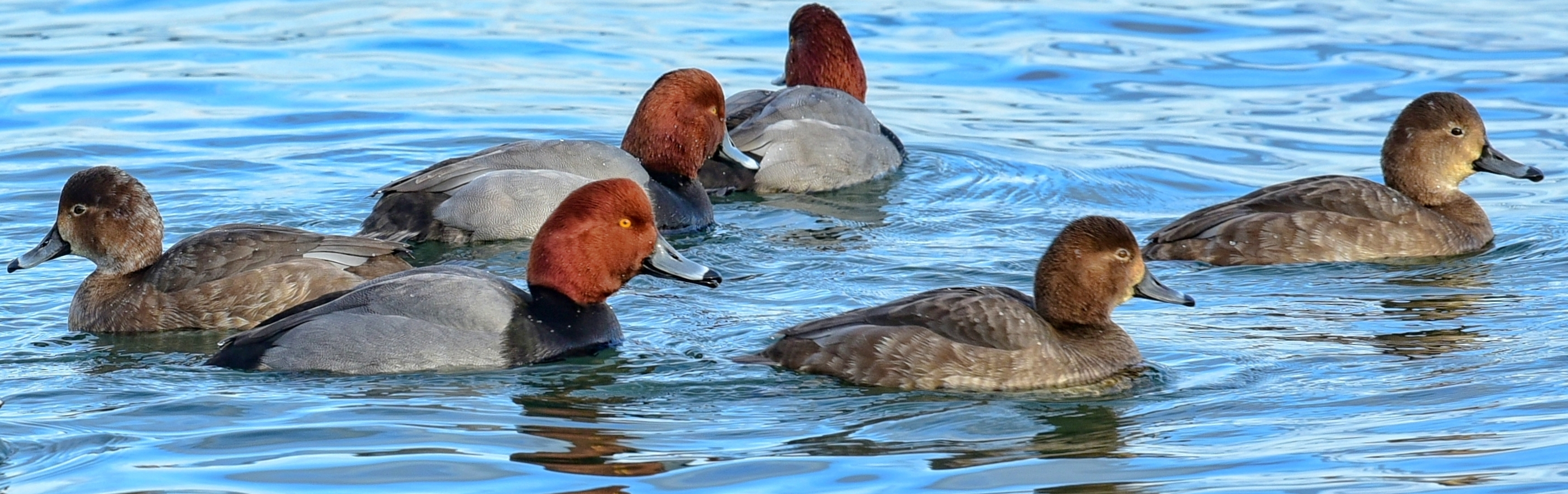
Зграя під час живлення

Раціон змішаний та приблизно в рівних частках складається з рослинних і тваринних кормів. У гніздовий час у раціоні максимально переважають тваринні корми, а влітку – переважно складається з водних рослин.